# Éverton dos Santos Figueredo
Éverton dos Santos Figueredo, meglio noto come Éverton Batata (San Paolo, 23 agosto 1981), è un allenatore di calcio a 5 ed ex giocatore di calcio a 5 brasiliano.

## Carriera
Nonostante gli infortuni, ha concluso la stagione 2014-15 con la Cogianco realizzando 8 reti in Serie A2, contribuendo alla promozione dei castellani nella massima serie. Nell'estate del 2018 assume la guida tecnica del Maritime insieme a Fernando Cabral, venendo confermato come vice di Tiago Polido anche dopo le dimissioni del connazionale. In seguito alle dimissioni dello stesso tecnico portoghese, nel febbraio del 2019 gli viene affidata la guida della prima squadra. Nella stagione 2019-2020 approda all'Assoporto Melilli per disputare il campionato di A2 da giocatore.

## Palmarès
- Coppa Italia: 1
  - Augusta: 2000-01
- Campionato di Serie A2: 1

Cogianco: 2011-12
- Coppa Italia di Serie A2: 1
  - Cogianco: 2011-12
- Campionato di Serie B: 2
  - Cogianco: 2009-10
  - Maritime: 2016-17
- Coppa Italia di Serie B: 2
  - Cogianco: 2009-10
  - Maritime: 2016-17